# Arada
Arada è un comune dell'Honduras facente parte del dipartimento di Santa Bárbara.
Il comune venne istituito il 22 giugno 1900 con parte del territorio del comune di Santa Bárbara.